# Michal Mašek
Michal Mašek (ur. 8 sierpnia 1983) – słowacki trener siatkarski. 

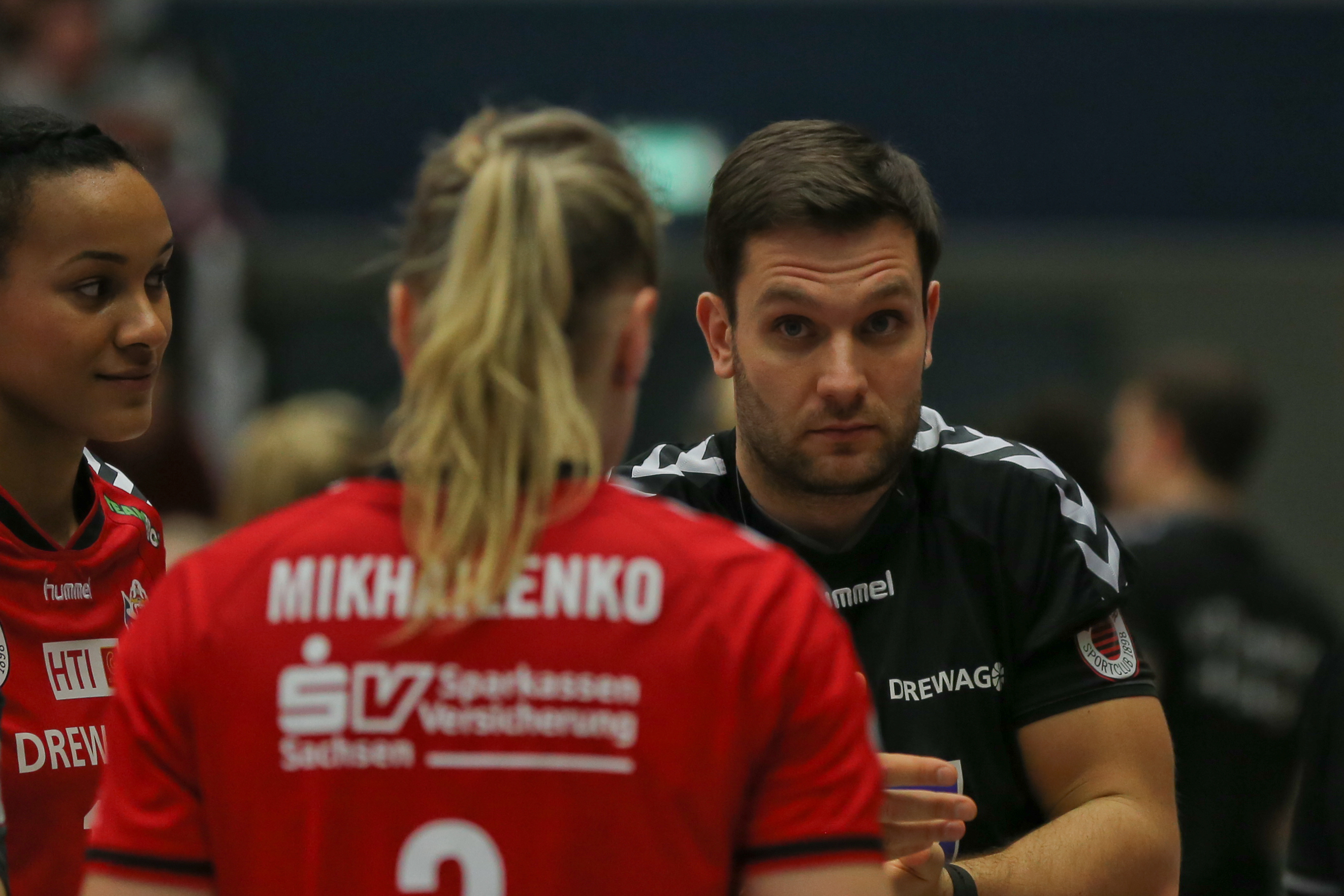
Michal Mašek asystentem trenera Alexandera Waibla w latach 2014-2016 w Dresdner SC

Mašek przygodę z trenowaniem siatkarek zaczynał w COP Nitra, odpowiedniku polskich Szkół Mistrzostwa Sportowego. Następnie pracował w słowackich GAT Solutions Senica oraz Doprastav Bratysława oraz niemieckim VC Stuttgart. W 2013 został asystentem I trenera w Chemiku Police, z którym w rok później sięgnął po mistrzostwo Polski. W następnych dwóch sezonach pełnił tę samą funkcję w Dresdner SC, z którym dwa razy z rzędu został mistrzem Niemiec. Na początku sezonu 2016/2017 został I trenerem ŁKS Commercecon Łódź, z którym w 2019 roku zdobył mistrzostwo Polski. Po sezonie 2018/2019 został zwolniony z tej funkcji. Później objął funkcję trenera w greckim PAOK Saloniki. Następnie powrócił do łódzkiego ŁKS-u, w którym w sezonie 2020/2021 zajął trzecie miejsce w Tauron Lidze. Pod koniec stycznia 2022 został odsunięty od prowadzenia treningów z zespołem, zaś 10 lutego poinformowano o rozwiązaniu umowy ze Słowakiem za porozumieniem stron.
Jego żoną jest czeska siatkarka Lucie Mühlsteinová.

## Sukcesy

### jako asystent
Mistrzostwo Polski:
- 2014

Mistrzostwo Niemiec:
- 2015, 2016

Puchar Niemiec:
- 2016

### jako I trener
Mistrzostwo Polski:
- 2019
- 2018
- 2021